# FC Inter Cherkessk
El FC Inter Cherkessk (en ruso : ФК «Интер» Черкесск ) es un equipo de fútbol ruso de Cherkessk. Fue fundado en 2019 y con licencia para la Liga de fútbol profesional rusa de tercer nivel para la temporada 2019-20.
El 15 de mayo de 2020, el Comité Ejecutivo de la RFU decidió la finalización anticipada de la temporada 2019-20 en la PFL, previamente suspendida debido a la pandemia de COVID-19 con la aprobación de sus resultados al 17 de marzo del mismo año; así, en su temporada de debut, el Inter ocupó el 12.° lugar en el grupo Sur del campeonato PFL, habiendo celebrado solo 19 fechas de las 30 originalmente planificadas.